# ليزاردو غارسيا
ليزاردو غارسيا سوروزا (26 أبريل 1844 - 29 مايو 1937) كان رئيس الإكوادور من 1 سبتمبر 1905 إلى 15 يناير 1906.

## حياته
ولد غارسيا في غواياكيل. عمل في بداية حياته من رجال الإطفاء في مسقط رأسه.و

## حياته السياسية
- وزير المالية عام 1895 [1]
- عضو مجلس الشيوخ عن مقاطعة غواياس
- نائب رئيس مجلس الشيوخ
- عضو مجلس مدينة غواياكيل

وكان غارسيا أيضًا مرشحًا في الانتخابات الرئاسية لعام 1901 ، لكنه خسر أمام ليونيداس بلازا.

## رئاسته
انتخب غارسيا رئيسًا في عام 1905، لكنه خدم لبضعة أشهر فقط، فقد أطاحت به الثورة التي قادها إلوي ألفارو وأجبر على ترك منصبه.